# History Revisited: The Remixes
Albums de Talk Talk
Natural History: The Very Best of Talk Talk
(1990) Laughing Stock
(1991)
History Revisited: The Remixes est une compilation du groupe britannique Talk Talk sortie en 1991.
Faisant suite à Natural History: The Very Best of Talk Talk, sortie l'année précédente, elle rassemble dix versions remixées de chansons du groupe. Elle est produite par la maison de disques EMI sans l'accord des membres de Talk Talk. Après sa sortie, les musiciens intentent un procès à EMI, accusant le label d'avoir publié sous leur nom des chansons avec lesquelles ils n'avaient rien à voir. Ils obtiennent gain de cause et la maison de disques est condamnée à détruire tous les exemplaires restants de History Revisited, qui n'a jamais été réédité depuis.

## Titres
| No  | Titre                                                                            | Auteur                                            | Durée |
| --- | -------------------------------------------------------------------------------- | ------------------------------------------------- | ----- |
| 1.  | Living in Another World – '91 (remixé par Julian Mendelsohn)                     | Tim Friese-Greene, Mark Hollis                    | 4:40  |
| 2.  | Such a Shame (remixé par Gary Miller)                                            | Mark Hollis                                       | 5:41  |
| 3.  | Happiness Is Easy (Dub) (remixé par Paul Webb et Lee Harris)                     | Tim Friese-Greene, Mark Hollis                    | 7:02  |
| 4.  | Today (remixé par Gary Miller)                                                   | Simon Brenner, Lee Harris, Mark Hollis, Paul Webb | 3:24  |
| 5.  | Dum Dum Girl (remixé par Justin Robertson)                                       | Tim Friese-Greene, Mark Hollis                    | 4:59  |
| 6.  | Life's What You Make It (remixé par BBG)                                         | Tim Friese-Greene, Mark Hollis                    | 6:14  |
| 7.  | Talk Talk (remixé par Gary Miller)                                               | Ed Hollis, Mark Hollis                            | 5:22  |
| 8.  | It's My Life (Tropical Rainforest Mix) (remixé par Dominic Woosey et JJ Montana) | Tim Friese-Greene, Mark Hollis                    | 5:58  |
| 9.  | Living in Another World (Curious World Dub Mix (remixé par 4 to the Floor)       | Tim Friese-Greene, Mark Hollis                    | 7:48  |
| 10. | Life's What You Make It (The Fluke Remix) (remixé par Fluke)                     | Tim Friese-Greene, Mark Hollis                    | 6:16  |

## Classements
| Classement                    | Meilleure position |
| ----------------------------- | ------------------ |
| Royaume-Uni (UK Albums Chart) | 35                 |